# Liste der Geotope in Passau
Diese Liste enthält die Geotope der niederbayerischen Stadt Passau in Bayern.
Die Liste enthält die amtlichen Bezeichnungen für Namen und Nummern des Bayerischen Landesamt für Umwelt (LfU) sowie deren geographische Lage. Diese Liste ist möglicherweise unvollständig. Im Geotopkataster Bayern sind etwa 3.400 Geotope (Stand März 2020) erfasst. Das LfU sieht einige Geotope nicht für die Veröffentlichung im Internet geeignet. Einige Objekte sind zum Beispiel nicht gefahrlos zugänglich oder dürfen aus anderen Gründen nur eingeschränkt betreten werden.
| Name                                                   | Bild           | Geotop ID | Gemeinde / Lage | Geologische Raumeinheit | Beschreibung | Fläche m² / Ausdehnung m | Geologie                                                      | Aufschlussart                  | Wert               | Schutzstatus                  | Bemerkung |
| ------------------------------------------------------ | -------------- | --------- | --------------- | ----------------------- | --- | ------------------------ | ------------------------------------------------------------- | ------------------------------ | ------------------ | ----------------------------- | --------- |
| Leptynit-Aufschluss an Alten Rieser Straße (Hacklberg) |                | 262A002   | Passau Position | Passauer Wald           | Der Straßenaufschluss im Ortsteil Hacklberg, Stadt Passau, nahe der Einmündung der Alten Rieser Straße in die Neue Rieser Straße. Er erschließt das größte bekannte und zugängliche Leptynit-Vorkommen (Orthogneis) der Region (20 m mächtig!). Der Leptynit ist ein mittelkörniger Gneis mit einer ausgeprägten streifigen Paralleltextur. Häufig treten Granatnester auf. Das Gestein wird als Meta-Rhyolith gedeutet. Der Aufschluss ist eine Probenlokalität für Altersbestimmungen. | 10 10 × 1                | Typ: Gesteinsart, Standard-/Referenzprofil Art: Meta-Rhyolith | Böschung                       | besonders wertvoll | kein Schutzgebiet             |           |
| Halser Ilzschleife NE von Hofbauer                     | weitere Bilder | 262R001   | Passau Position | Passauer Wald           | Im Bereich von Hals (Ortsteil von Passau) hat sich die Ilz mit einem großen Doppelmäander, dessen Schlingen fast durchgebrochen sind, in den Untergrund eingegraben. Der Doppelmäander liegt im Bereich einer Störungszone (Nebenpfahl, parallel zum Pfahl verlaufend), an der stark deformierte Gneise (Mylonit, Perlgneis) anstehen. Aufgeschlossen ist das Gestein am Prallhang W der Burg. Ein Teil des Ilzwassers wird am Ilzstau vor der zweiten Schleife abgeleitet.              | 800000 1000 × 800        | Typ: Mäander, Bach-/Flusslauf, Prallhang Art: Mylonit, Gneis  | Prallhang/Flussbett/Bachprofil | wertvoll           | Naturschutzgebiet, FFH-Gebiet |           |